# Louise Astoud-Trolley
Louise Astoud-Trolley, nacida el año 1828 en París y fallecida el año 1884, fue una artista pintora y escultora francesa.

## Datos biográficos
Louise Astoud nació en la capital de Francia el año 1828. Fue alumna del pintor Jean-Jacques Monanteuil. Contrajo matrimonio con M. Trolley del que tomó el apellido.
Asidua participante en los salones de París desde 1865 a 1878 con esculturas, bustos y medallones. En su primer salón (1865) presentó un medallón tallado en mármol, en el que había retratado al escultor Antoine-Augustin Préault (1809-1879).
En 1870 realizó un retrato de Elie Sorin moldeado en yeso. Según la Gazeta de Bellas Artes de ese año Louise Astoud vivía en el número 64 de la rue Vaugirard
También realizó muchas pinturas religiosas y réplicas de los originales para decorar los edificios religiosos o públicos. Un ejemplo de este tipo de obras puede ser el lienzo de la iglesia de San Roque en Allières, de 1871, copiando a Lorenzo di Credi. El original conservado en el Museo del Louvre desde 1812, había sido pintado en 1494 para la capilla Mascalzoni de la iglesia del convento de Cestello en Florencia. Por este encargo Louise Astoud recibió 1200 francos. La obra encargada en 1871 fue instalada en Allières en 1877.
Falleció en 1884 a los 56 años de edad.

## Obras

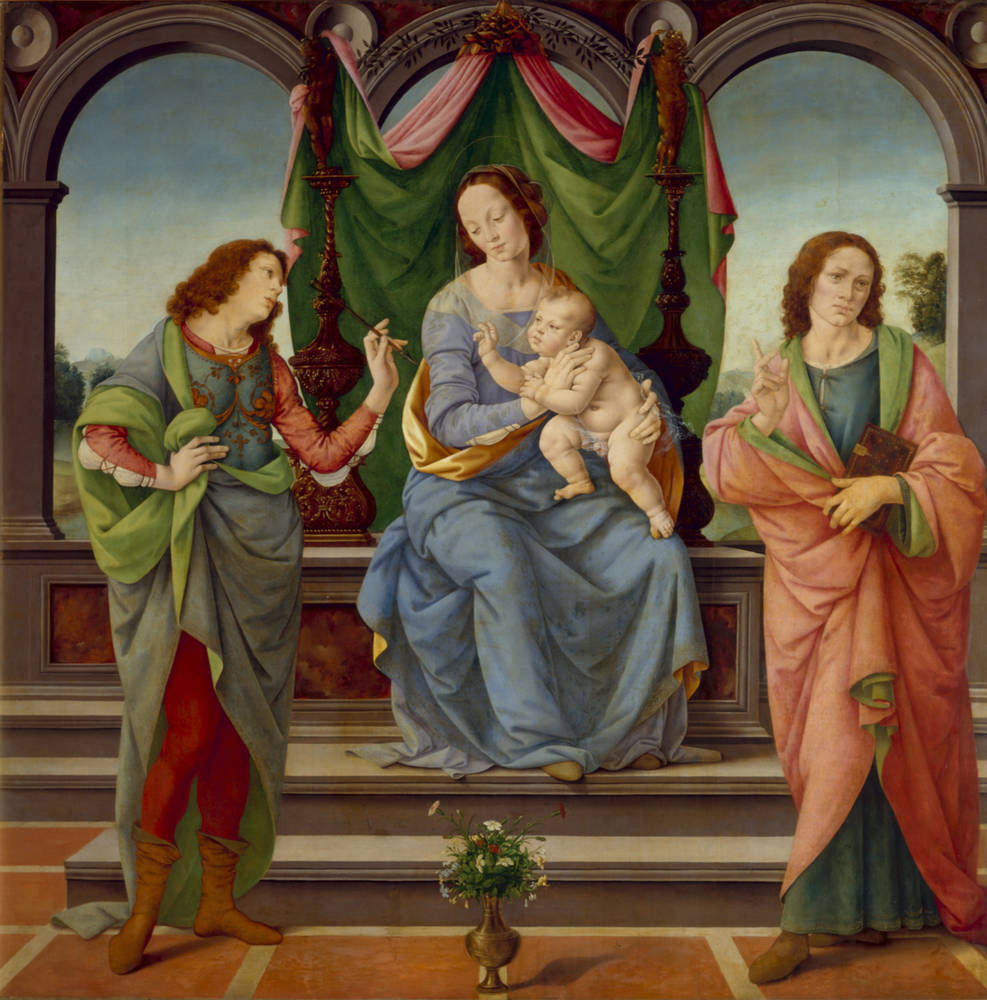
Lorenzo di Credi, 1494

Entre las obras más representativas de Louise Astoud-Trolley se incluyen las siguientes:
- Antoine-Augustin Préault, medallón en mármol presentado en el salón de 1865, asignado al museo de Orsay,[4] la obra fue entregada en depósito al Museo-palacio de Versailles.[5]

- Elie Sorin, (1870) bajorrelieve en escayola, museo de Bellas Artes de Angers,[6] 45 cm de diámetro.

- Retrato de Beethoven placa conmemorativa de bronce, conservada en la Ópera de París[7]·.[8] Esta pieza originalmente diseñada para la biblioteca de la ópera Garnier fue retirada y se encuentra almacenada.[9]

Pinturas
- Jesucristo aparecido a la Magdalena (en francés: Christ apparaissant à la Madeleine ) de 1866, copia a partir del original de Lesueur para la iglesia de Coulonges en el Eure.[2][10]

- Retrato de la emperatriz Eugenia de Montijo (1869) réplica a partir del original de Franz Xaver Winterhalter para el ayuntamiento de Rillieux-la-Pape en Ain.[2] ·[11]

- La Virgen con el Niño y San Julián y San Nicolás de Bari,[12] pintura, iglesia parroquial Saint-Roch (San Roque) en Allières[13]·,[14] copia de la composición del pintor florentino Lorenzo di Credi realizada en 1494. La copia instalada en Allieres en 1877 forma pareja con una presentación en el templo del Niño Jesús con un santo obispo, que data de la segunda mitad del siglo XVII.[2]